# روز قانون اساسی نروژ

روز قانون اساسی نروژ (به زبان نروژی: Grunnlovsdagen) روز ملی نروژ و تعطیلات عمومی رسمی این کشور است که در ۱۷ مه هر سال جشن گرفته می‌شود.

## پیشینه تاریخی

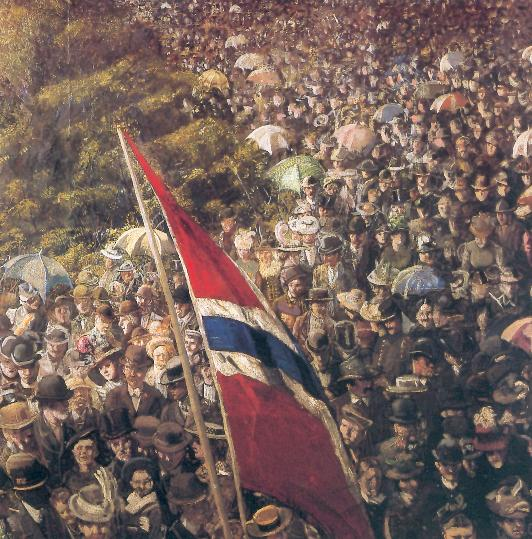
نقاشی ۱۷ مه سال ۱۸۹۳، اثری از نقاش نروژی، کریستیان کروگ.

قانون اساسی نروژ در ۱۷ مه سال ۱۸۱۴ میلادی در شهر ایدسوول امضا شد. در این قانون اساسی برای جلوگیری از ادغام نروژ در کشور سوئد بعد از شکست دولت مستقل دانمارک-نروژ در جنگ‌های ناپلئونی، ذکر شد که نروژ یک پادشاهی مستقل است. با این همه نروژ نتوانست استقلال خود را حفظ کند و پس از یورش ارتش سوئد به نروژ در جنگ سوئد–نروژ در تابستان سال ۱۸۱۴ شکست خورد. بعد از این جنگ نروژ به سوئد پیوست ولی قانون اساسی و پارلمان خود را حفظ کرد.
جشن گرفتن این روز به خودی‌خود در همان ابتدا بین دانشجویان و بعضی از مردم شروع شد. در سال‌های آغازین، پادشاه مشترک نروژ و سوئد تمایل چندانی به رسمی کردن این جشن نداشت و حتی کارل چهاردهم، یکی از پادشاهان سوئد، برگزاری این جشن را ممنوع کرد؛ زیرا باور داشت برگزاری چنین جشن‌هایی نوعی اعتراض و حتی شورش علیه پادشاهی متحده نروژ و سوئد است.. نگرش او در این باره پس از نبرد میدان در سال ۱۸۲۹ میلادی تغییر کرد و برگزاری این جشن را قانونی اعلام کرد. اگرچه این جشن تا سال ۱۸۳۳ به صورت عمومی و رسمی برگزار نمی‌شد. برگزاری رسمی این جشن در نزدیکی بنای یادبود کریستیان کروگ، وزیر سابق نروژی که بیشتر زندگی سیاسی خود را صرف تلاش در جهت محدود کردن قدرت نهاد پادشاهی کرد، آغاز شد. هر ساله در این جشن دانشجویان دانشگاه اسلو یک حلقه گل به گردن مجسمه هنریک ورگلاند می‌اندازند.
این جشن پس از سال ۱۸۶۸ میلادی و با آغاز اولین راهپیمایی کودکان در شهر اسلو، رسمیت بیشتری یافت. در اوایل تنها کودکان پسر اجازه شرکت در این راهپیمایی را داشتند. بیورنستیرنه بیورنسون این طرح خلاقانه را پیاده کرد. اگرچه هنریک ورگلاند نخستین راهپیمایی کودکان را در شهر ایدسوول در حدود سال ۱۸۲۰ به راه انداخت. برای اولین بار در سال ۱۸۹۹ دختران اجازه شرکت در این راهپیمایی را پیدا کردند. در سال ۱۹۰۵ میلادی اتحاد با سوئد منحل شد و هاکون هفتم به عنوان پادشاه نروژ مستقل انتخاب شد.
جنگ جهانی دوم در نروژ در ۸ مه سال ۱۹۴۵ میلادی، نه روز پیش از روز قانون اساسی، با تسلیم شدن سربازان اشغالگر نازی، پایان یافت. اگرچه این روز یک روز رسمی در تقویم کشور نروژ است اما به صورت گسترده جشن گرفته نمی‌شود، در عوض این رویداد معنی‌ای گسترده‌تر به روز قانون اساس نروژ داده و این روز به نوعی جشن آزاد سازی نروژ از نازی‌ها نیز هست.

## نگارخانه

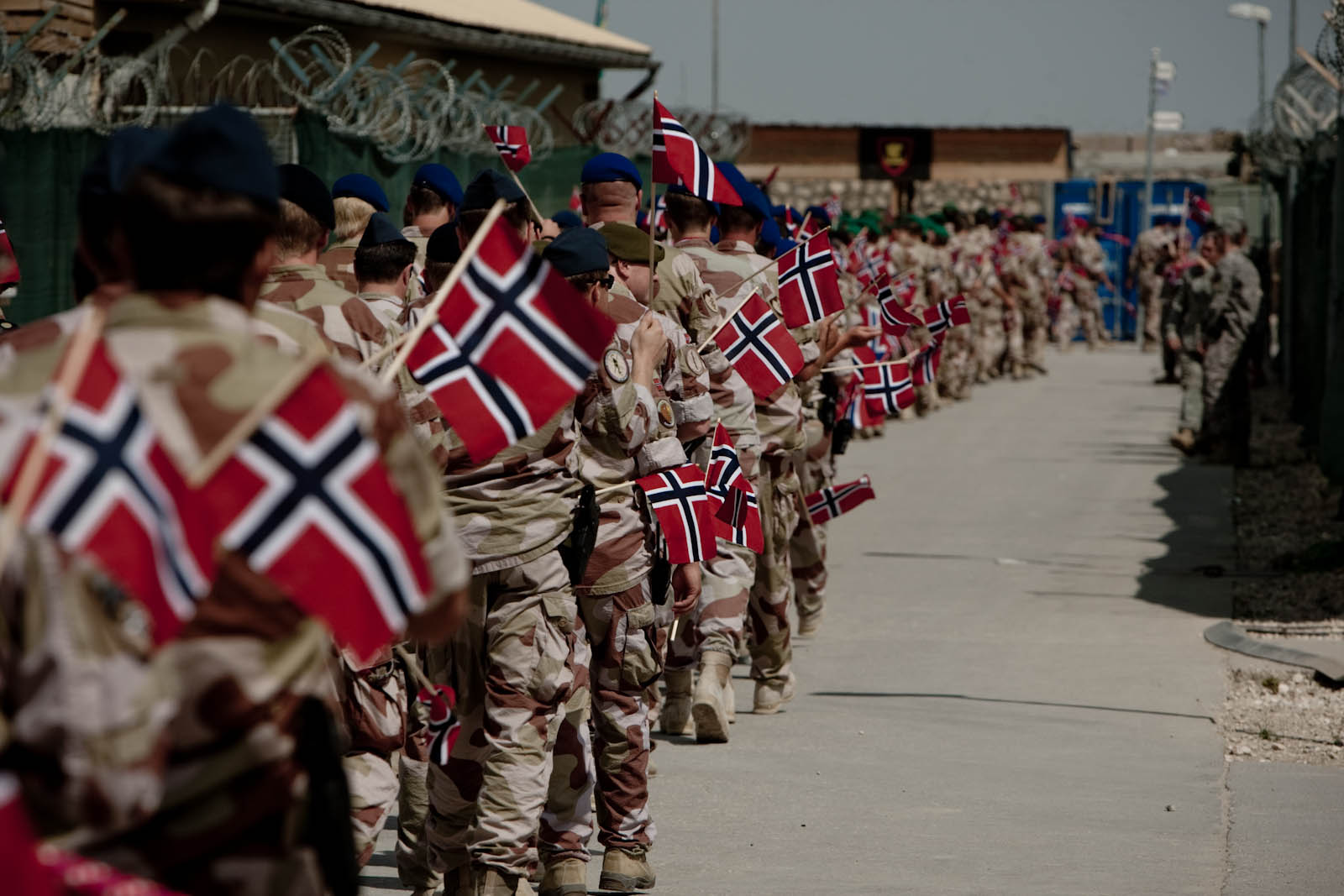
جشن گرفتن ۱۷ مه توسط سربازان نروژی در افغانستان
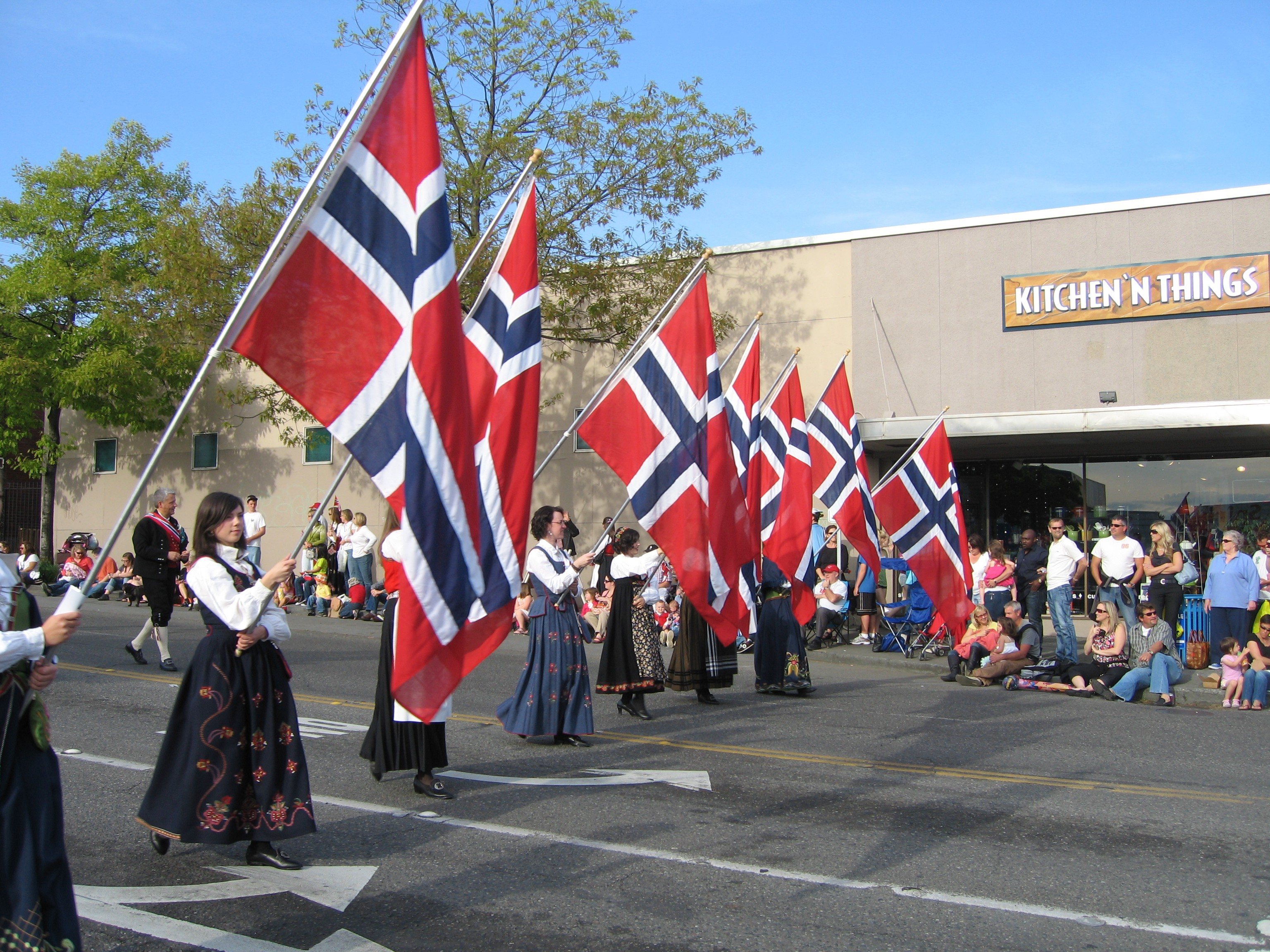
جشن ۱۷ مه در بالارد، سیاتل
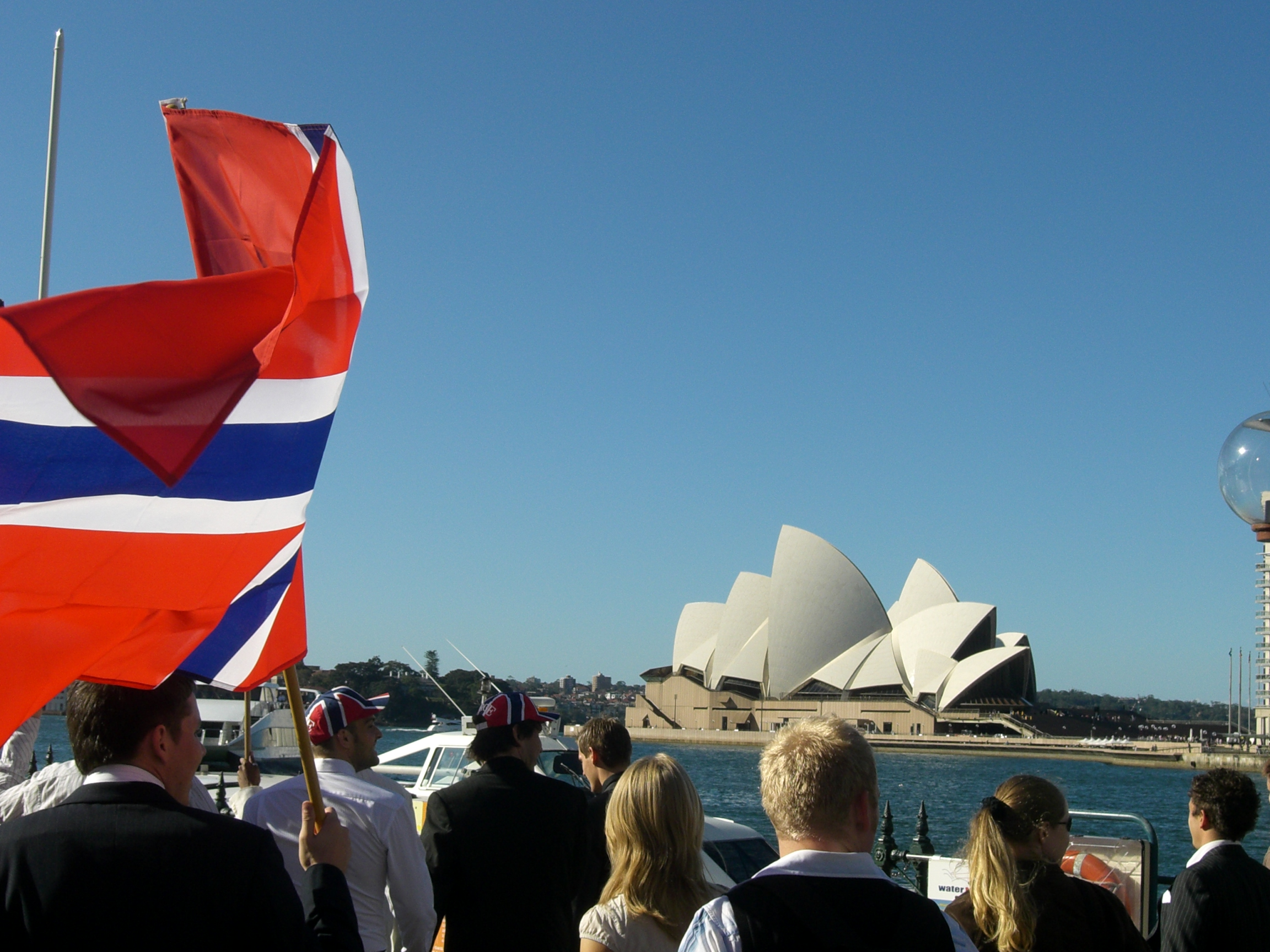
جشن ۱۷ مه در سیدنی
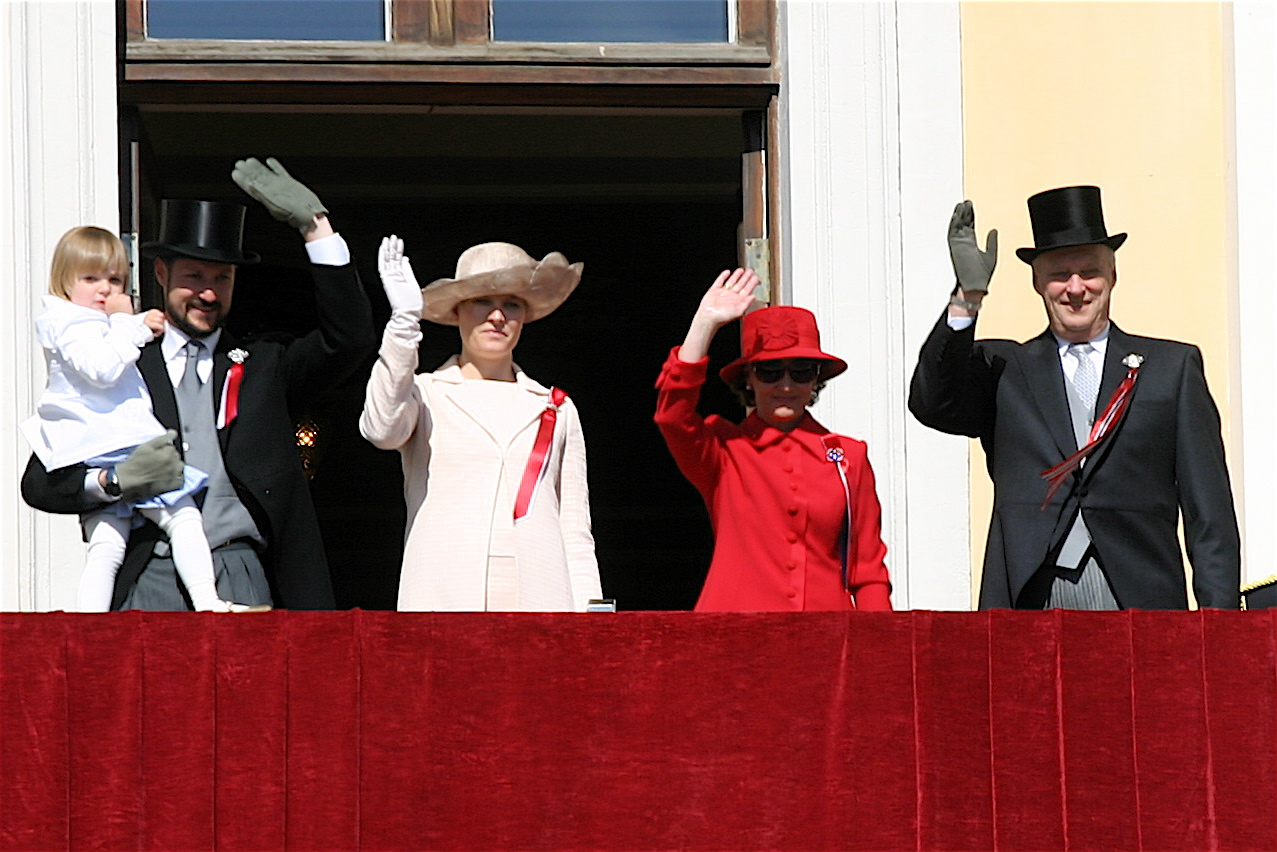
در اسلو راهپیمایی کودکان در باغ قصر سلطنتی اسلو به پایان می‌رسد و اعضای خانواده سلطنتی از بالکن برای کودکان دست تکان می‌دهند.
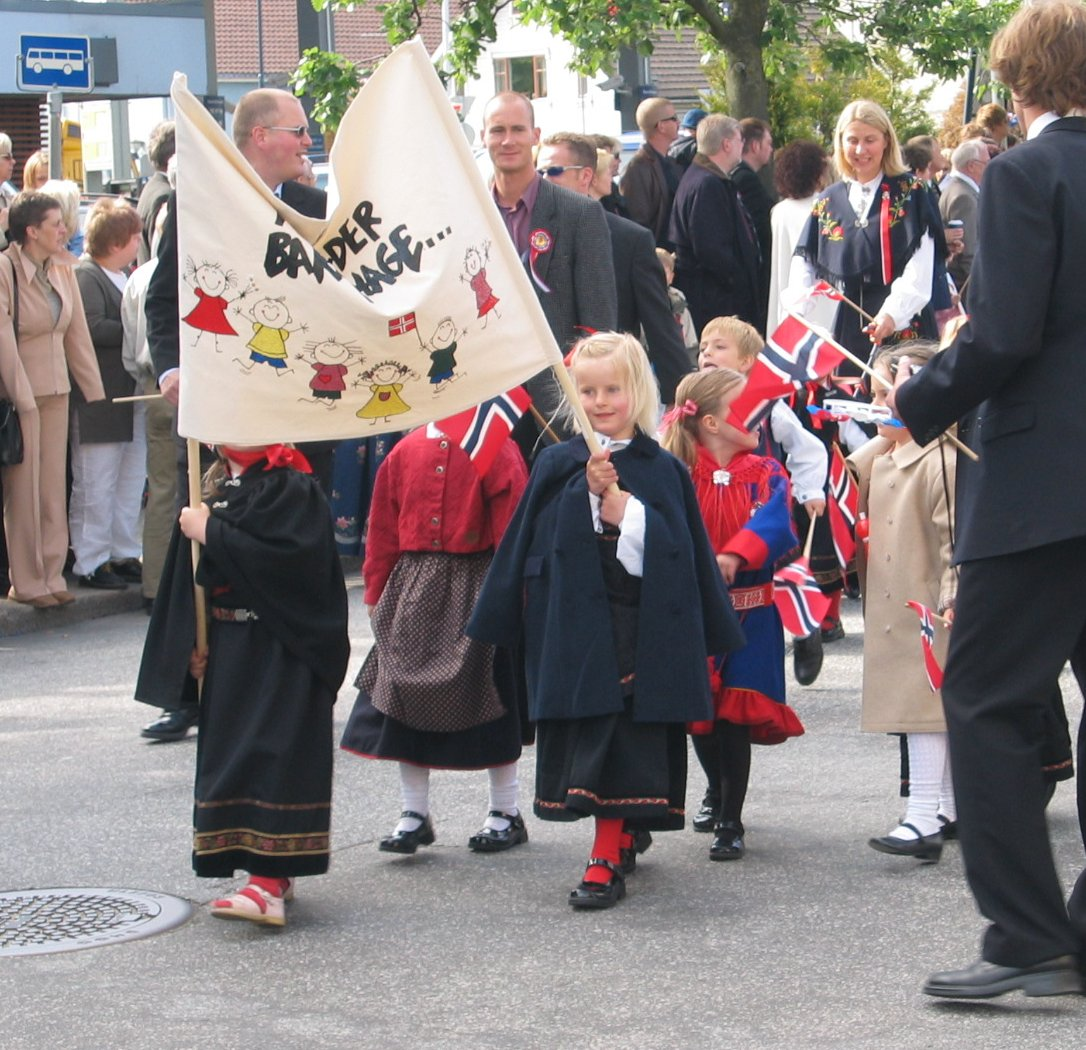
راهپیمایی کودکان به مناسبت ۱۷ مه
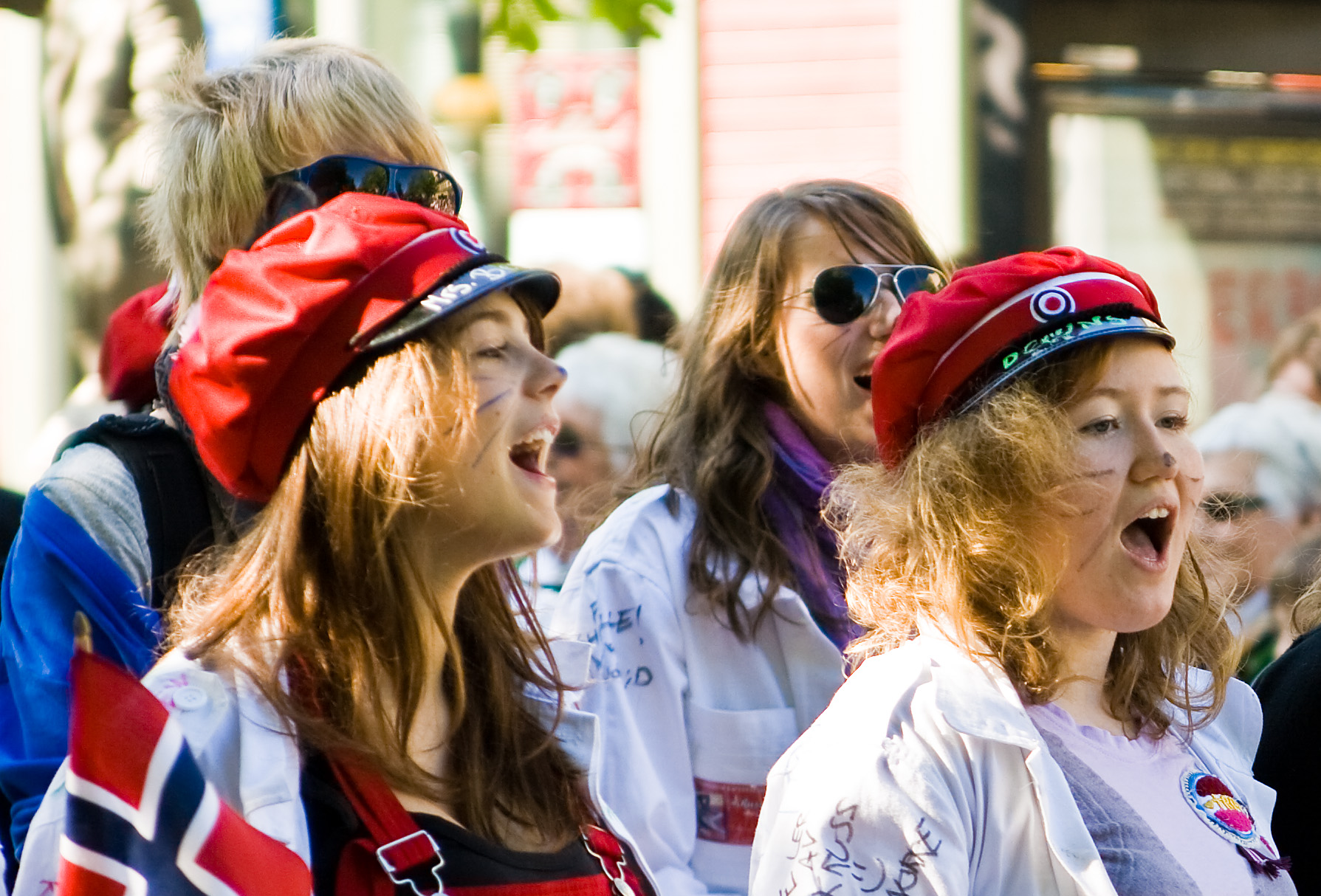
دانش‌آموزان دبیرستانی در جشن روز ۱۷ مه در شهر تروندهایم
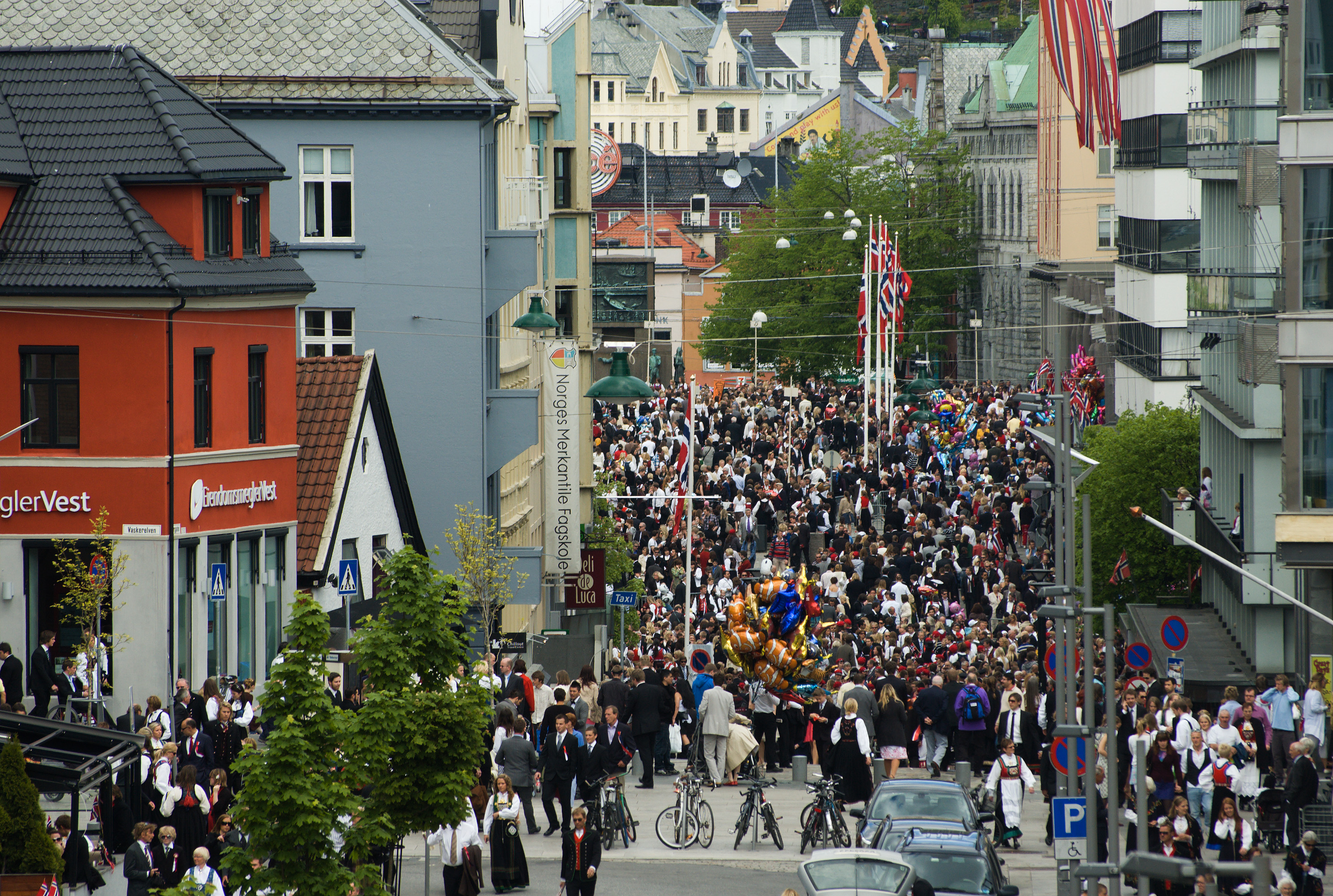
جشن ۱۷ مه در شهر برگن
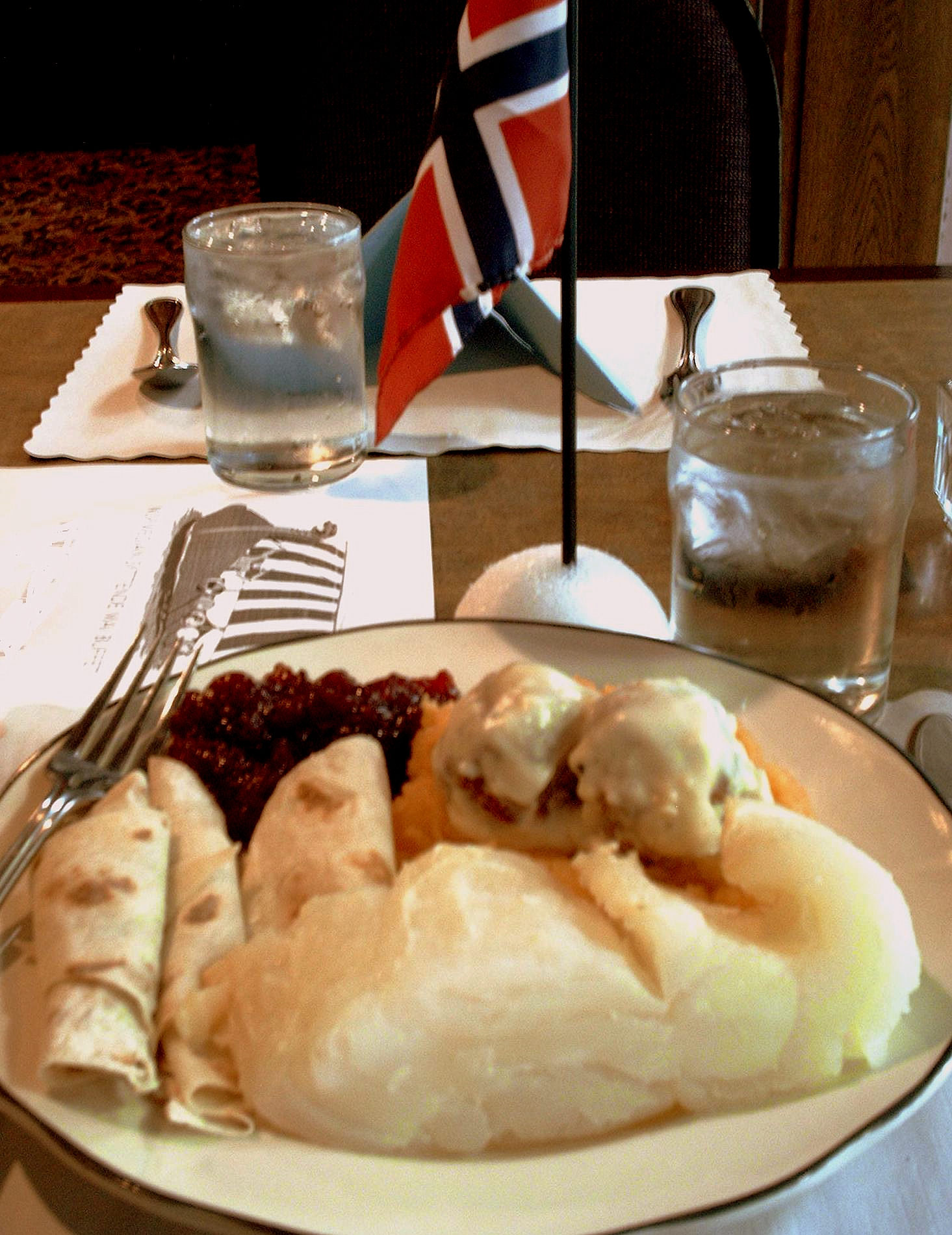
شام به مناسبت ۱۷ مه در در آمریکا، شامل لوته‌فیسک، شلغم زرد، گوشت قلقلی، مربای لنگنبری و لفشه.
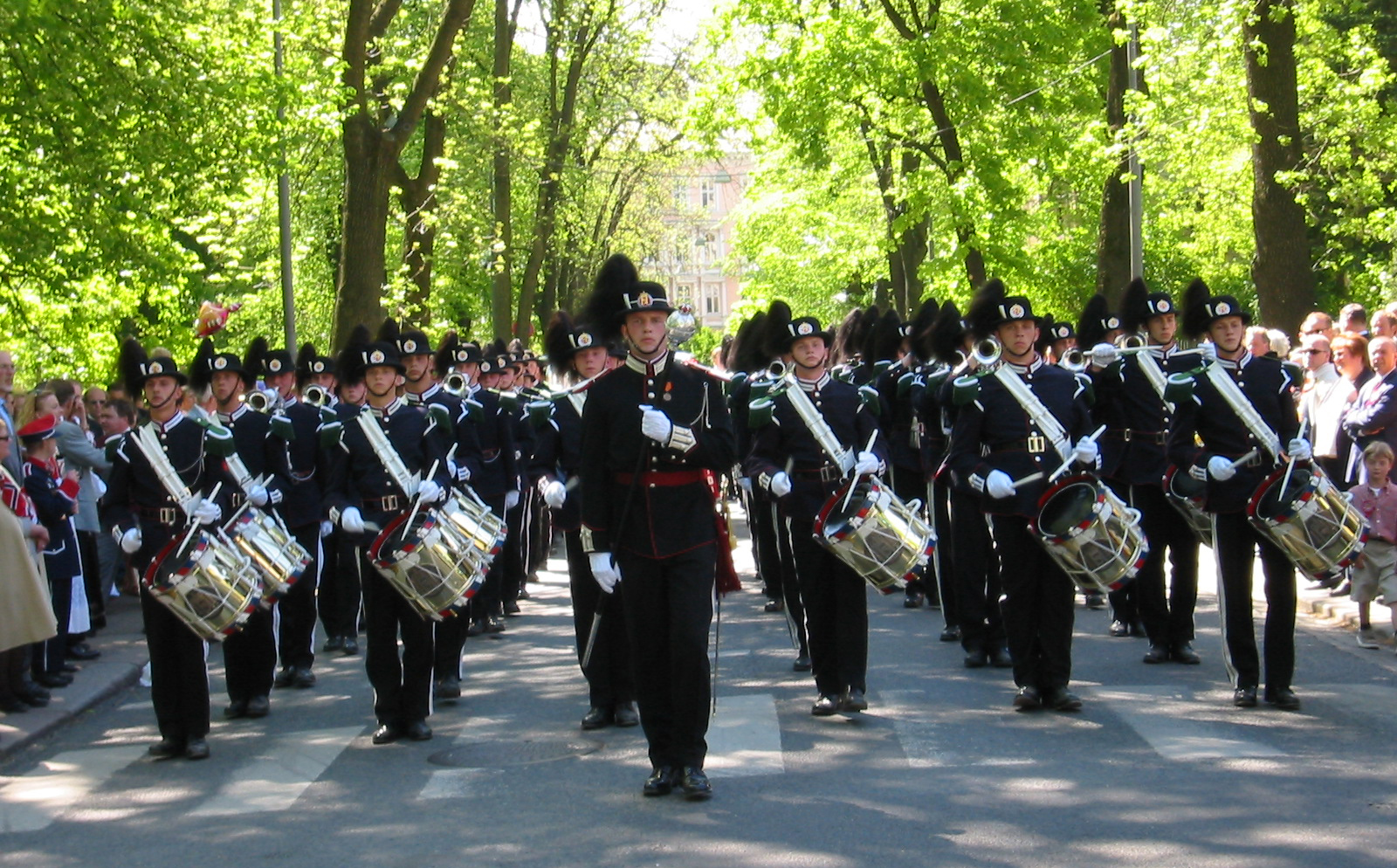
گارد سلطنتی نروژ در رژه روز قانون اساسی نروژ